# Symbolanthus anomalus
Symbolanthus anomalus är en gentianaväxtart som först beskrevs av Carl Sigismund Kunth, och fick sitt nu gällande namn av Ernest Friedrich Gilg. Symbolanthus anomalus ingår i släktet Symbolanthus och familjen gentianaväxter. Inga underarter finns listade i Catalogue of Life.